# Medal Weterana Wojny 1940–1945
Medal Weterana Wojny 1940–1945 (fr. Médaille du Combattant Militaire de la Guerre 1940–1945, niderl. Medaille van de Militaire Strijder 1940–1945) – belgijskie odznaczenie państwowe ustanowione dekretem królewskim z 19 grudnia 1967 roku i przyznawane członkom Sił Zbrojnych Belgii stacjonującym w Wielkiej Brytanii podczas II wojny światowej.

## Opis
Medal Weterana Wojny 1940–1945 to 38-milimetrowy brązowy krzyż grecki z półkolistymi wypustkami wypełniającymi przerwy między ramionami do 3 mm od krawędzi krzyża. Awers przedstawia wizerunek belgijskiego lwa umieszczonego w centrum krzyża. Na rewersie znajduje się pionowy szeroki miecz przecinający lata 1940 i 1945.
Medal zawieszony jest na pierścieniu przewleczonym przez oczko na 36-milimetrowej jedwabnej wstążce typu moiré. Kolory wstążki są następujące, od lewej do prawej krawędzi: 6 mm zielony, 2 mm czerwony, 3 mm żółty, 2 mm czarny, 1 cm żółty, 2 mm czarny, 3 mm żółty, 2 mm czerwony, 6 mm zielony.